# باسایل
باسایل (به اسپانیایی: Basail) یک منطقهٔ مسکونی در آرژانتین است که در استان چاکو واقع شده‌است.